# Daniel González Calvo
Daniel Felipe González Calvo (Quilpué, 30 gennaio 1984) è un calciatore cileno, di ruolo centrocampista.